# Виноградное (Мариупольский городской совет)
Виногра́дное (укр. Виноградне) — бывшее село, которое входило в состав Мариупольского городского совета на основании постановления Верховной Рады Украины № 2321 от 20.05.2015 (до этого входило в состав Виноградненского сельского совета Волновахского района Донецкой области, а до 11 декабря 2014 года — в Новоазовский район).
Каждые полчаса по селу проходит автобус № 67 по маршруту Сопино — Мариуполь (стан 3600, заводоуправления «Азовстали»). Благодаря благоприятному климатическом расположению (в долине между морем и старым береговым холмом) Виноградное является значительным поставщиком овощей на рынки Мариуполя, Донецка и многих других городов и сел Донецкой области. 
Код КОАТУУ — 1423682201. Почтовый индекс — 87642. Телефонный код — 6296.

## Население
- 1873 — 180 чел.
- 1970 — 1 762 чел.
- 1976 — 1 856 чел.
- 2001 — 1 738 чел. (перепись)

В 2001 году родным языком назвали:
- русский язык — 976 чел. (56,16 %)
- украинский язык — 755 чел. (43,44 %)
- греческий язык — 1 чел. (0,06 %)
- идиш — 1 чел. (0,06 %)

## История
95 жителей села участвовали в боях против немецко-фашистских захватчиков, из них 25 погибли, 68 награждены орденами и медалями. В 1949 году в селе установлен памятник в честь воинов, погибших в годы Великой Отечественной войны.
В советское время в селе действовал колхоз «Родина» (ранее — имени XX партсъезда), председателем которого был Герой Социалистического Труда Пётр Максимович Нестеренко.
До 2014 года село было частью Новоазовского района Донецкой области УССР, затем переподчинено Волновахскому району Донецкой области Украины. В 2015 году село переподчинёно городу Мариуполь.
В 2015 году село присоединено к городу Мариуполь и снято с учета

## Известные уроженцы
- Тарута, Сергей Алексеевич (род. в 1955) — украинский предприниматель и политик.